# استفانی اهرستروم
استفانی اهرستروم (انگلیسی: Stephanie Öhrström؛ زادهٔ ۱۲ ژانویهٔ ۱۹۸۷) بازیکن فوتبال اهل سوئد است.
از باشگاه‌هایی که در آن بازی کرده‌است می‌توان به باشگاه فوتبال روزنگرد اشاره کرد.